# Baghmara
Baghmara è una suddivisione dell'India, classificata come municipal board, di 8.643 abitanti, capoluogo del distretto dei Monti Garo Meridionali, nello stato federato del Meghalaya. In base al numero di abitanti la città rientra nella classe V (da 5.000 a 9.999 persone).

## Geografia fisica
La città è situata a 25° 11' 60 N e 90° 37' 60 E e ha un'altitudine di 101 m s.l.m..

## Società

### Evoluzione demografica
Al censimento del 2001 la popolazione di Baghmara assommava a 8.643 persone, delle quali 4.602 maschi e 4.041 femmine. I bambini di età inferiore o uguale ai sei anni assommavano a 1.412, dei quali 725 maschi e 687 femmine. Infine, coloro che erano in grado di saper almeno leggere e scrivere erano 6.071, dei quali 3.340 maschi e 2.731 femmine.